# 韩国 (战国)
韓國是中國战国七雄之一，姬姓。後世历史學家將韩、魏、赵、秦、楚、燕与齐合称战国七雄。韩国国土主要包括今山西南部及河南北部，初都平陽（今山西临汾），灭郑国后则迁新郑（今河南郑州新郑）。公元前230年春，秦王政十八年春，韩王安投降，韩国灭亡。

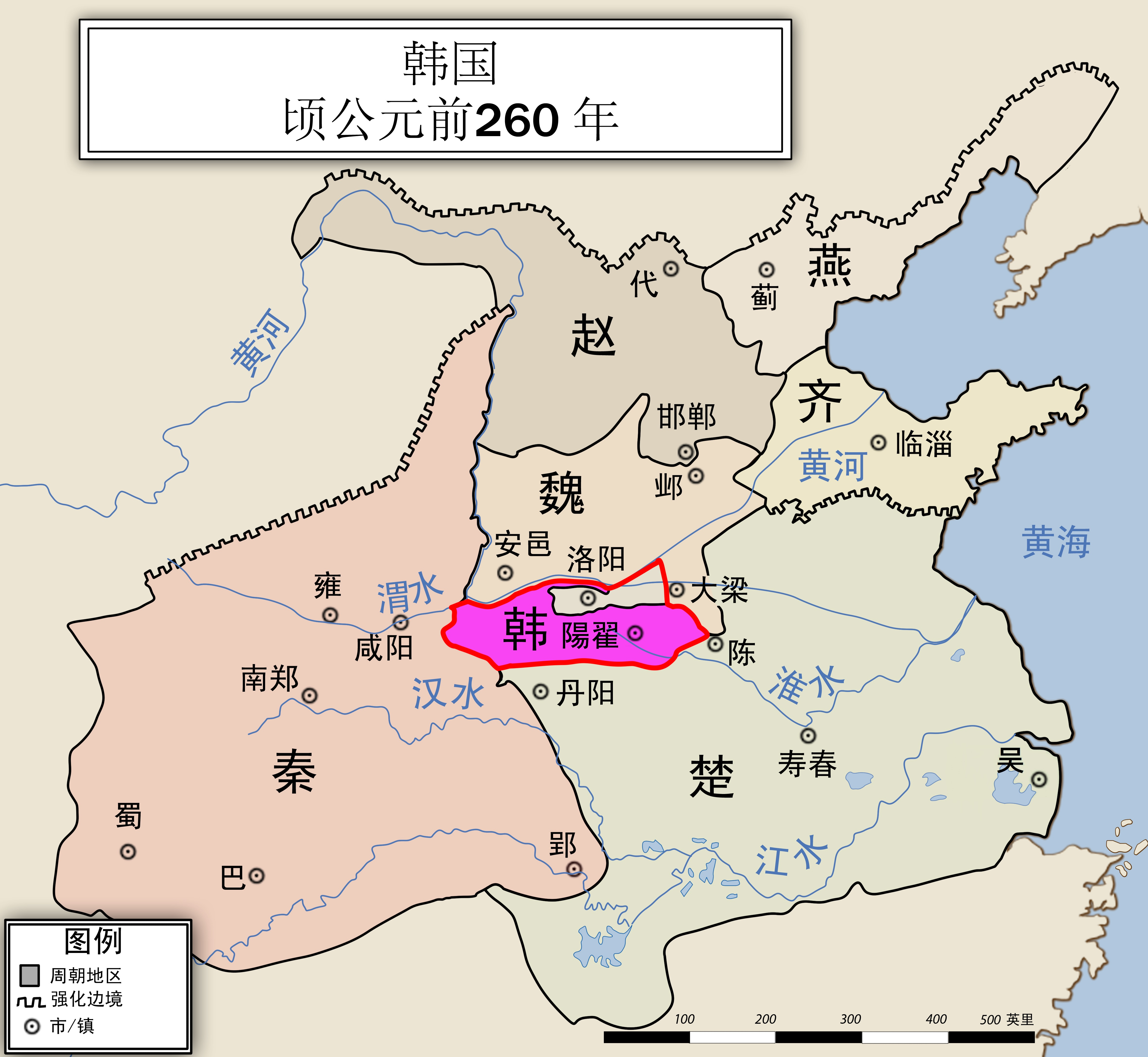

## 起源
韓起源于晉國的公族，姬姓，可上推晉穆侯。
曲沃桓叔庶子韓萬，因協助曲沃武公的曲沃戴翼，被武公封於韓地（韓原，山西稷山，其東鄰襄汾西鄰河津。襄汾為陶寺遺址所在），繁衍氏族，在晉成為門閥名卿，韓獻子韓厥在“下宮之難”后帮助赵武复兴赵氏。
傳至韓康子，韓康子與魏桓子奉執政正卿智伯之命，討伐趙襄子。最後韓、魏倒戈，與趙國合作，三家滅智，瓜分了智伯所有食邑。從此韓、趙、魏三卿世族獨霸。然後三卿再將晉的領地瓜分，经过三晉伐齊之戰后，在周天子的同意下，成为三个诸侯国，是為三家分晋，故中國历史將韩、魏、赵合称为三晋。

## 強盛
韩国地居中原，北临魏、赵，东有齐，南有楚，西有秦，四面受敵。幸而韩国以其著名的兵器－－弩，为各国所畏惧。所谓“天下之強弓勁弩皆從韓出”，韩国的弩能射800步之外，“遠者括蔽洞胸，近者鏑弇心”。除此以外，韩国的劍也异常锋利，皆“陸斷牛馬，水截鵠鴈”，“當敵則斬堅甲鐵幕”。前375年，韓便曾以其厉兵灭了中原传统古国郑国。而韓国国势最强要数韩侯在位之时。他用法家的申不害为宰相，内政修明，国成小康之治。

## 衰微
由於地處黄河中游地区，韓国東部和北部都被魏國包圍、西有秦國、南有楚國、以及當時已很薄弱的東周（洛陽），完全沒有發展的空间，国土在七国之中最小，屡遭列强欺凌。早年已经成为魏齐之间的争霸资本，于前341年的馬陵之戰是围魏救韩的结果。秦楚争霸时，秦又要挟韩魏共同伐楚。末期的韩国成了秦国和山东六国中諸侯爭霸的缓冲之地，苟延殘喘；前262年，秦国大举进攻韩国上党，上党兩任太守都不願被秦佔有，降于赵国，引发了长平之战。两场决定霸主局势之战都由韩国而起，充分体现了韩国被列强围欺的困境。前230年，韩国军队屡战屡败，成为山东六国中第一个被秦所灭的诸侯国。

## 大事記
- 前403年：韓聯同趙魏三家滅智。周初命晉大夫韓虔、魏斯、趙籍為諸侯。
- 前400年：韓聯同魏趙伐楚，至桑丘。鄭圍韓陽翟。
- 前394年：韓救魯于齊。
- 前391年：秦伐韓宜陽，取六邑。
- 前385年：韓伐鄭，取陽城；伐宋，執宋公。
- 前380年：齊伐燕，取桑丘。韓聯同魏、趙伐齊，至桑丘。
- 前378年：韓聯同魏、趙伐齊，至靈丘。
- 前376年：韓聯同魏、趙三家廢晉靜公，分其地。
- 前375年：韓滅鄭，徙都新鄭。
- 前366年：秦敗韓師、魏師於洛陽。
- 前362年：魏敗韓師、趙師於澮。
- 前358年：秦敗韓師於西山。
- 前353年：韓伐東周，取陵觀、廩丘。
- 前351年：韓昭侯以申不害為相。
- 前341年：韓被魏伐。齊救韓，馬陵之戰。
- 前337年：韓申不害卒。
- 前335年：秦伐韓，拔宜陽。
- 前333年：合縱。
- 前323年：韓、燕皆稱王。
- 前318年：楚、趙、魏、韓、燕同伐秦，攻函谷關。秦人出兵逆之，五國之師皆敗走。
- 前317年：秦敗韓師於脩魚，斬首八萬級，虜其將麿、申差於觀澤。
- 前316年：侵秦，敗北。
- 前314年：被秦敗於岸門，韓太子倉入質於秦以和。
- 前312年：秦、韓、魏南襲楚，至鄧。
- 前308年－前307年：秦將甘茂破韓國宜陽，斬首六萬。
- 前306年：秦以武遂復歸之韓。楚王與齊、韓合縱。
- 前303年：秦復取韓武遂。齊、韓、魏以楚負其縱親，合兵伐楚，秦救楚，三國引兵去。
- 前301年：秦會韓、魏、齊兵伐楚，敗楚。
- 前296年：齊、韓、魏、趙、宋同擊秦，至鹽氏而還。
- 前293年：韓、魏伐秦。秦白起擊敗魏師、韓師，斬首二十四萬級，拔五城。
- 前291年：秦伐韓，拔宛。
- 前290年：韓入武遂地二百里於秦。
- 前286年：秦敗韓師於夏山。
- 前284年：樂毅領燕、秦、魏、韓、趙聯合伐齊。
- 前275年：秦相國穰侯伐魏。韓暴鳶救魏，穰侯大破之，斬首四萬。
- 前273年：魏趙聯合伐韓華陽。秦救韓，殺魏趙兵十四萬。秦王欲令韓、魏與秦一起伐楚，未行。
- 前265年：齊趙聯合伐韓，取注人。
- 前264年：秦伐韓，拔九城，斬首五萬。
- 前263年：秦武安君伐韓，取南陽；攻太行道，絕之。
- 前262年：秦伐韓，拔野王。上黨路絕，韓獻上黨予趙。
- 前256年：秦伐韓，取陽城、負黍，斬首四萬。
- 前254年：韓王入朝于秦。
- 前249年：秦伐韓，取成皋、滎陽，成為秦國的三川郡。
- 前246年：韓使水工鄭國為間於秦。
- 前244年：蒙驁伐韓，取十二城。
- 前241年：楚、趙、魏、韓、燕合縱以伐秦，楚王為縱長，春申君用事，取壽陵。至函谷，秦師出，五國之師皆敗走。
- 前233年：韓王向秦納地效璽，請為藩臣，使韓非聘秦。
- 前231年：韓向秦獻南陽地。
- 前230年：秦滅韓，虜韓王安，以其地置潁川郡。韓亡。[3]

## 人物

### 春秋時期
- 韩无忌
- 韩襄
- 叔禽
- 叔椒
- 子羽
- 韩固

### 戰國時期

#### 公族
- 韓嚴，或稱韓山堅，山堅為字（《韓世家》、古本《竹書紀年》）
- 堂谿公（《韓非子》）
- 韓玘（古本《竹書紀年》）
- 韩侈，即公仲朋
- 韩伯婴
- 韩公叔
- 韩辰
- 韓鼂（《韓策一》，《韓非子》作韓沓）

#### 將領
- 驫羌（《驫羌鐘》銘文）
- 暴鳶
- 韩聂
- 申差
- 馮亭

#### 謀臣
- 段规（《韓非子》、《趙策一》）
- 嚴遂，字仲子（《刺客列傳》）
- 許息，韓使者（古本《竹書紀年》）
- 趙卓（《韓策一》，《韓非子》作趙紹）
- 田嚴（《韓非子》）
- 靳黈
- 田苓

#### 宰相
- 申不害是初期的著名人物，法家中“术”的代表人物。《史記》在《老子韓非列傳》後面寫他是「故鄭之賤臣。學術以干韓昭侯，昭侯用為相。內脩政教，外應諸侯，十五年。終申子之身，國治兵彊，無侵韓者」。
- 張開地是張平的父親，楚漢時期張良的祖父，為韓昭侯、韓宣惠王與韓襄王的宰相。
- 張平是張開地之子，楚漢時期張良的父親，為韓釐王與韓桓惠王的宰相，與父親張開地共同擔任戰國時代韓國五任韓王的宰相，此稱為“五代相國”。
- 俠累，一名傀，韓相，韓烈侯在位初期，俠累任韓國的相國，與濮陽的嚴遂（字仲子）爭權，嚴仲子失敗，出走他國。後來在齊國，有人向嚴仲子推薦聶政。 嚴仲子雇聶政殺俠累，於威烈王五年（甲申，公元前397年），俠累被殺。（《刺客列傳》）

#### 說客
- 韓陽
- 尚靳
- 張翠

#### 女性
- 聶政母（《刺客列傳》）
- 聶榮，聶政姊（《刺客列傳》）

#### 其他
- 聶政（《刺客列傳》）
- 陽豎，或作陽堅（《東周策》）
- 公孫頎，本宋人（《魏世家》）
- 郑国是晚期的著名人物，他是韩国派去秦国的水利工程师，他修筑了郑国渠，韓國派他去，本來是為了耗費秦國的財政，卻幫助了秦國農業躍進，稅收大增。
- 韩非是晚期的著名人物，他是韓國宗室貴族，是法家代表人物，曾自學老子思想，又拜荀卿為師，兼採商鞅重法、申不害重術、慎到重勢等三家學說之長，發揚法家，集法家思想的大成。後被迫侍奉秦始皇，遭李斯害死。
- 新郑有个人，其子将去做官，对家人说：“一定修好坏的墙，不然，别人会来偷窃的。”他邻居也这样说。因为没及时修，有人果然偷了他家。此人认为告诫他的儿子聪明，但把告诫他的邻居看作贼。[4]

## 韓國君主列表
下表按《史記·六國年表》訂：
韓氏領袖
| 稱號                    | 本名                  | 在位年數 | 在位年份         | 關係         |
| ----------------------- | --------------------- | -------- | ---------------- | ------------ |
| 韓武子                  | 萬                    |          | ？               | 曲沃桓叔之子 |
| 賕伯                    |                       |          | ？               | 韓萬之子     |
| 韩简                    | 簡                    |          | ？－前645年以後  | 賕伯之子     |
| 子舆                    |                       |          | ？               | 韩简之子     |
| 韓獻子                  | 厥                    |          | ？－前564年以後  | 子舆之子     |
| 韓宣子                  | 起                    |          | ？－前514年      | 韓獻子之子   |
| 韓貞子 《世本》作韓平子 | 须                    |          | 前513年－？      | 韓宣子之子   |
| 韓簡子                  | 不信 《趙世家》名不佞 |          | ？－前497年以後  | 韓貞子之子   |
| 韓莊子                  | 庚                    |          | ？               | 韓簡子之子   |
| 韓康子                  | 虎                    |          | ？－前425年      | 韓莊子之子   |
| 韓武子                  | 啟章                  | 16年     | 前424年－前409年 | 韓康子之子   |

韓國君主
|    | 稱號                                                 | 本名                      | 在位年數 | 在位年份                              | 出身與關係   | 資料出處                                                     |
| -- | ---------------------------------------------------- | ------------------------- | -------- | ------------------------------------- | ------------ | ------------------------------------------------------------ |
| 1  | 韓景侯 《紀年》、《世本》作景子                      | 虔 《紀年》、《世本》名處 | 9年      | 前408年－前400年                      | 韓武子之子   | 《史記·韓世家》                                              |
| 2  | 韓烈侯 《世本》作武侯 郭沫若認為即《驫羌鐘》的韓宗徹 | 取                        | 13年     | 前399年－前387年                      | 韓景侯之子   | 《史記·韓世家》 吳鎮鋒《金文人名匯編》                       |
| 3  | 韓文侯                                               |                           | 10年     | 前386年－前377年                      | 韓列侯之子   | 《史記·韓世家》                                              |
| 4  | 韓哀侯                                               |                           | 3        | 前376年－前374年 舊作前376年－前371年 | 韓文侯之子   | 《史記·韓世家》 《戰國史料編年輯証》                         |
| 5  | 韓懿侯 《紀年》作韓共侯 《史記年表》作韓莊侯         | 《紀年》名若山            | 12年     | 前374年－前363年 舊作前370年－前359年 | 韓哀侯之子   | 《史記·韓世家》 《漢書·古今人表》 《戰國史料編年輯証》       |
| 6  | 韓昭侯 《呂氏春秋》作韓昭釐侯 《韓非子》作韓昭僖侯     | 《紀年》名武              | 30年     | 前362年－前333年 舊作前358年－前333年 | 韓懿侯之子   | 《史記·韓世家》 《呂氏春秋》 《韓非子》 《戰國史料編年輯証》 |
| 7  | 韓宣惠王 《紀年》作鄭威侯、鄭宣王或韓宣王            |                           | 21年     | 前332年－前312年                      | 韓昭侯之子   | 《史記·韓世家》 《古本竹書紀年輯証》                         |
| 8  | 韓襄王 《史記》作韓襄哀王                            | 倉                        | 16年     | 前311年－前296年                      | 韓宣惠王之子 | 《史記·韓世家》 《史記·留侯世家》                            |
| 9  | 韓王                                                 | 咎                        | 23年     | 前295年－前273年                      | 韓襄王之子   | 《史記·韓世家》                                              |
| 10 | 韓桓惠王 《史記》作韓悼惠王                          |                           | 34年     | 前272年－前239年                      | 韓王之子     | 《史記·韓世家》 《史記·留侯世家》                            |
| 11 | 韓王安                                               | 安                        | 9年      | 前238年－前230年                      | 韓桓惠王之子 | 《史記·韓世家》                                              |

附：楚漢之際韓王列表
|   | 稱號   | 姓名 | 在位年數 | 在位時間         | 出身與關係 |
| - | ------ | ---- | -------- | ---------------- | ---------- |
| 1 | 韓王   | 韓成 | 3年      | 前208年－前206年 | 韓國宗室   |
| 2 | 韓王   | 鄭昌 | 2年      | 前206年－前205年 | 韓將       |
| 3 | 韓王信 | 韓信 | 6年      | 前205年－前200年 | 韓襄王之孫 |

## 延伸阅读
[在维基数据编辑]
 《史記/卷045》，出自司馬遷《史記》